# رودخانه بزرگ (فیلم)
رودخانه بزرگ (به انگلیسی: The Great River) فیلمی هندی محصول سال ۱۹۹۴ و به کارگردانی سانتانا بهاراتی است. در این فیلم بازیگرانی همچون کمال حسن، سوکانیا، تولاسی و کوچین هانیفا ایفای نقش کرده‌اند.